# La Concepción, Tamaulipas
La Concepción är en ort i Mexiko.   Den ligger i kommunen Padilla och delstaten Tamaulipas, i den centrala delen av landet, 500 km norr om huvudstaden Mexico City. La Concepción ligger 184 meter över havet och antalet invånare är 318.
Terrängen runt La Concepción är platt, och sluttar österut. Runt La Concepción är det glesbefolkat, med 20 invånare per kvadratkilometer. Närmaste större samhälle är Guillermo Zúñiga, 14,9 km väster om La Concepción. Trakten runt La Concepción består till största delen av jordbruksmark.